# 372 (nombre)
Cet article est relatif au nombre 372. Pour les années, voir 372 et 372 av. J.-C.. Pour les lignes de transports en commun, voir Ligne 372 .
Le nombre 372 (trois cent soixante-douze) est l'entier naturel qui suit 371 et qui précède 373. C'est :
- le 8e nombre pyramidal hexagonal,
- une somme de huit nombres premiers consécutifs (31 + 37 + 41 + 43 + 47 + 53 + 59 + 61),
- un nombre Harshad,
- un nombre noncototient,
- un nombre intouchable,
- un nombre refactorisable.